# 136년

## 연호
- 후한(後漢) 영화(永和) 원년

## 기년
- 후한(後漢) 순제(順帝) 11년
- 신라(新羅) 일성 이사금(逸聖泥師今) 3년
- 고구려(高句麗) 태조대왕(太祖大王) 84년
- 백제(百濟) 개루왕(蓋婁王) 9년

## 사건
- 하드리아누스 황제는 유대인 반란을 진압하고 개선식을 진행했다.
- 하드리아누스 황제는 훗날 황제가 되는 루키우스 베루스의 아버지인 루키우스 아일리우스를 양자로 받아들였다.

## 탄생
- 위나라의 은천도사 장천